# 阿部勇树
阿部勇树（1981年9月6日—），已退役日本足球運動員，司職中場，前日本國家足球隊成員。

## 早期生涯
1981年9月6日，阿部勇树出生于日本千叶县市川市。
1991年3月，在市川市立富美浜小学校就读小学4年级的阿部勇树加入富美浜FC俱乐部开始接受专业足球训练。
1992年3月，阿部勇树通过千叶市原青训系统的选拔。
1994年1月，阿部勇树考入市川市立福栄中学校。

## 俱乐部生涯
1998年1月，还在东京学馆浦安高中就读的阿部勇树与千叶市原正式签约。 8月5日，16岁333天的阿部勇树首次代表千叶市原亮相日本足球联赛，创造了当时日职联赛出场最年轻球员的纪录，后被森本贵幸打破。
1999年4月10日，在日职联赛第6轮千叶市原对阵神户胜利船的比赛中，阿部勇树打入自己的职业生涯首个入球。
阿部勇树随千叶市原获得2005年赛季日本联赛杯冠军，当选杯赛最佳球员（MVP），入选2005年赛季日本联赛杯赛最佳阵容和日职联赛最佳阵容。
2007年1月，阿部勇树转会加盟日职的浦和紅鑽，转会费是300万美元，这是当时为联赛中转会身价的最高纪录。。
阿部勇树入选日职联赛最佳阵容，帮助浦和紅鑽获得在2007年賽季日职联赛的亚军和亚洲冠军联赛冠军。
2010年8月27日，阿部勇树转会加盟當時處於英冠联赛的莱斯特城足球俱乐部，在效力18個月期間上陣59場及射入兩球。
2012年1月23日，阿部勇树以自由转会形式回歸浦和紅鑽。
阿部勇树入选日职联赛最佳阵容，帮助俱乐部获得2016年赛季日本联赛杯冠军。
2017年7月11日，日职联赛第18轮的最佳阵容公布，阿部勇树入选本次名单。
2021年11月14日，阿部勇树宣布将在2021赛季结束后退役。

## 国家队生涯
2004年，阿部勇树随日本国奥队参加了2004年雅典奥运会的比赛，并在日本国奥队对意大利国奥队的小组赛中打进一个任意球。
2005年，阿部勇树首次入选日本国家足球队。1月29日，阿部勇树在日本和哈薩克斯坦的友谊赛中第一次代表日本国家队出场。
2006年，阿部勇树没有入选日本队征战2006年德国世界杯的大名单，2006年9月6日，阿部勇树在日本国家队和也门的2007年亚洲杯外围赛小组赛中打进国家队的第一个进球。
2010年，在2010年世界杯外围赛中，阿部勇树为日本队出场7次。
2010年，在南非世界杯中，阿部勇树作为首发球员参加了日本队的全部4场比赛。

## 獎項

### 球隊
千葉市原
- 日本聯賽盃：2005年、2006年

浦和紅鑽
- 亞足聯冠軍聯賽：2007年、2017年
- 日本聯賽盃：2016年
- 日本聯賽盃 / 南美球會盃錦標賽：2017年
- 天皇盃：2018年

### 個人
- 日職聯賽最佳陣容：2005年、2006年、2007年、2016年
- 日本聯賽盃新英雄獎：2005年

## 外部連結
- 足球数据库：Y阿部勇树的球员统计数据
- FIFA.com （页面存档备份，存于）
- 浦和レッドダイヤモンズによる公式プロフィール
- 阿部勇树的X（前Twitter）
- 阿部勇树 – FIFA國際賽競賽紀錄 (存檔)
- Soccerway資料庫：阿部勇树
- 足球数据库：阿部勇树的球员统计数据
- 日本職業足球聯賽中的阿部勇树 （日語）
- Japan National Football Team Database （页面存档备份，存于）
- Profile at Urawa Reds （页面存档备份，存于）